# 寛永古活字版源氏物語

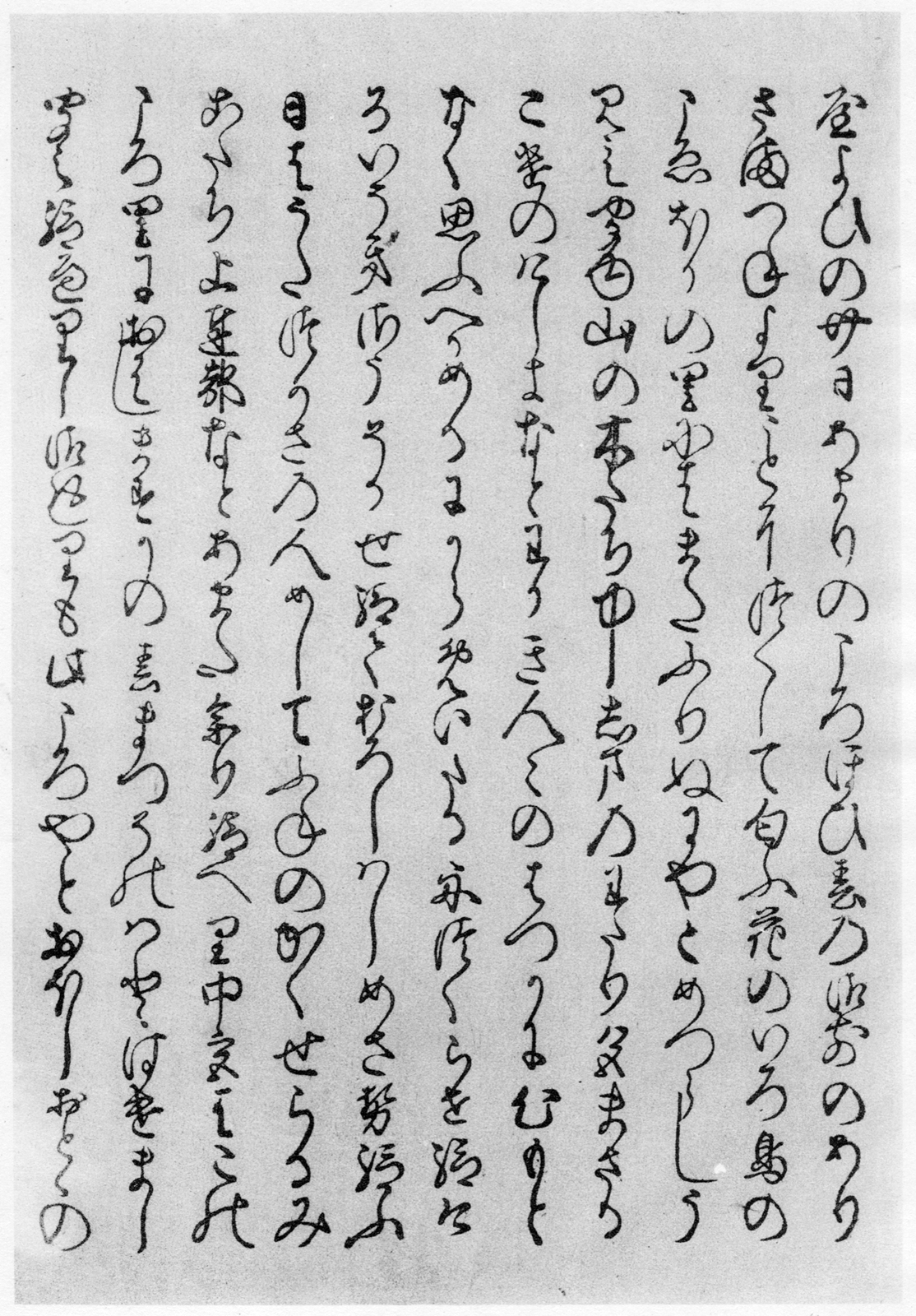
寛永木活本（胡蝶巻）

寛永古活字版源氏物語（かんえいこかつじばんげんじものがたり）とは、古活字版源氏物語の一つ。寛永年間（1624年 - 1644年）に出版されたと見られることからこの名称で呼ばれる。

## 概要
この「寛永古活字版源氏物語」には、いくつかの異なった版が存在する。この「寛永古活字版」の存在を見いだした川瀬一馬は、大東急記念文庫所蔵本・昌平坂学問所旧蔵内閣文庫蔵本・正宗敦夫蔵本などを標準的な「寛永古活字版」であるとし、久原文庫蔵本を「寛永古活字版と同じ活字を使用した古活字版ではあるが、わずかに異なる文面をもった異植版である」として2種の「寛永古活字版」が存在するとした。その後現在では、広島県立歴史博物館黄葉夕陽文庫蔵本・鶴見大学蔵本・九州大学蔵本・久邇宮家旧蔵本といった、大筋で「寛永古活字版」であるといえる内容を持ちながらもお互いにどれとも少しずつ異なる伝本がいくつも発見されていくことになった。

## 現存する寛永古活字版源氏物語の諸本
川瀬一馬によって「標準的な寛永中刊本」とされた諸本。
- 大東急記念文庫所蔵本
- 内閣文庫蔵本
昌平坂学問所旧蔵本
- 正宗敦夫蔵本

川瀬一馬によって「寛永中刊本の異植版」とされた諸本。
- 久原文庫蔵本
二本あり、それぞれが川瀬一馬によって「寛永中刊本の異植版」とされている。

川瀬一馬以後に見いだされた諸本。
- 広島県立歴史博物館黄葉夕陽文庫蔵本[1][2]
- 鶴見大学蔵本[3][4][5]

部分的に寛永古活字版と全く同じ版面を含んでいる近い時期に作られたと見られる諸版本。
- 九州大学蔵本[7][8]
- 久邇宮家旧蔵本
反町茂雄著『弘文荘古活字版目録』（弘文荘待賈古書目第42号）1973年（昭和48年）において「久邇宮家旧蔵本」として紹介されたもの。現在の原本の所在は不明であるが写真版が学習院大学に保管されている。反町茂雄によれば「活字は元和本と酷似（恐らく同種）しており、行数・字詰等」も一致し、本文は元和本よりも伝嵯峨本に忠実で、刊行は元和本の元和9年に先立つとされる。